# Bertulfo di Bobbio
Bertulfo (Metz, VI secolo – Bobbio, 19 agosto 639) è stato un monaco cristiano, abate e missionario francese, dell'Abbazia di San Colombano.

## Biografia
Bertulfo (o Bertolfo) era di famiglia nobile franca, nativo di Metz e parente di Sant'Arnolfo vescovo di Metz; giunse a Bobbio e divenne monaco colombaniano sotto l'abate Sant'Attala a cui successe come terzo abate nel 627.
Sotto di lui il complesso si ingrandì ulteriormente ed iniziarono i primi problemi con i vescovi vicini: infatti il vescovo Probo di Tortona chiese la sottomissione del monastero ed il suo controllo. Il nuovo sovrano longobardo, Arioaldo, era ariano e come tale non intervenne nella disputa religiosa, mantenendo nel contempo ottimi rapporti col monastero.
Bertulfo, di fronte a questa pretesa, intervenne e insieme al monaco Giona si recò a Roma da papa Onorio I con una scorta reale concessa da Arioaldo, e l'11 giugno 628 ottenne il privilegio che disponeva la protezione pontificia sul cenobio: il primo esempio di esenzione della storia, su cui gli abati futuri fonderanno le loro pretese di autonomia.
Da papa Onorio I egli ebbe in dono le reliquie di Santo Stefano, in particolare anche l'avambraccio del santo contenuto in un cofano bizantino d'argento, donato poi nel 1217 all'abbazia genovese di S.Stefano, possedimento allora dei monaci colombaniani.
Al ritorno a Bobbio fu accolto trionfalmente e Bertulfo incaricò il monaco Giona di scrivere la biografia di San Colombano e di diventare il biografo del monastero e della città di Bobbio.
Alla morte di Arioaldo salì al trono Rotari che confermò i diritti e i privilegi del monastero, il diploma è andato perduto, ma fu richiamato in un successivo redatto dal figlio Rodoaldo.
Morì nel 639 e a lui successe come quarto abate San Bobuleno (639-652).
Le sue spoglie riposano nella cripta dell'Abbazia di San Colombano, accanto a San Colombano, Sant'Attala, San Bobuleno, San Cumiano, San Suniberto, 17 monaci (fra cui Sant'Allo) e 3 sante vergini monache.
Viene ricordato il 19 agosto.